# Filippo Timi

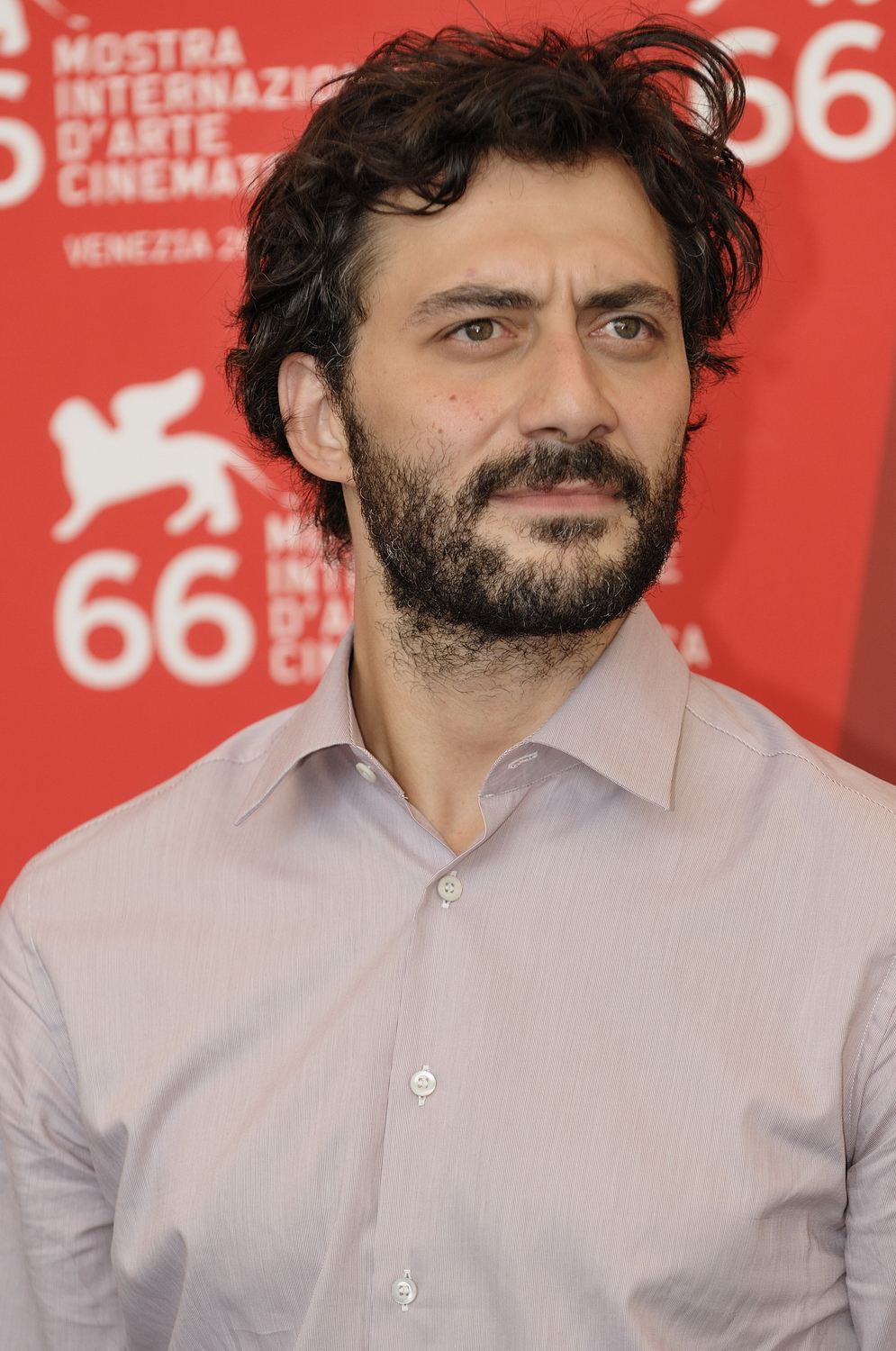
Filippo Timi bei der Vorstellung seines Films Die doppelte Stunde auf den Internationalen Filmfestspielen von Venedig 2009

Filippo Timi (* 25. Juni 1974 in Perugia, Region Umbrien, Italien) ist ein italienischer Schauspieler und Autor.

## Leben
Timi übernahm erste Theaterrollen bei Dario Marconcini am Centro per la Sperimentazione e la Ricerca teatrale in Pontedera, Provinz Pisa in der Toskana sowie bei Cesare Ronconi am Teatro della Valdoca in Cesena in der Region Emilia-Romagna. Weitere Stationen waren Arbeiten bei Robert Wilson und Pippo Delbono. 1996 trat er in die Theatertruppe von Giorgio Barberio Corsetti ein.
Seit den späten 1990er Jahren übernahm er auch Rollen in italienischen und internationalen Filmproduktionen, von denen einige im Wettbewerb der Internationalen Filmfestspiele in Venedig und Cannes uraufgeführt wurden. Seine Doppelrolle in Marco Bellocchios Drama Vincere als Benito Mussolini bzw. dessen illegitimer Sohn brachte ihm 2009 eine Nominierung für den Europäischen Filmpreis ein.

## Filmografie (Auswahl)
- 1999: Am Anfang waren die Unterhosen (In principio erano le mutande), Regie: Anna Negri
- 2001: 500!, Regie: Giovanni Robbiano
- 2005. Onde, Regie: Filippo Frei
- 2006: Transe, Regie: Teresa Villaverde
- 2006: Saturno Contro – In Ewigkeit Liebe (Saturno contro), Regie: Ferzan Özpetek
- 2006: Homo Homini Lupus, Kurzfilm, Regie: Matteo Rovere
- 2009: Die doppelte Stunde (La doppia ora), Regie: Giuseppe Capotondi
- 2009: Vincere, Regie: Marco Bellocchio
- 2010: The American, Regie: Anton Corbijn
- 2010: Engel des Bösen – Die Geschichte eines Staatsfeindes (Vallanzasca – Gli angeli del male), Regie: Michele Placido.
- 2010: Die Einsamkeit der Primzahlen (La solitudine dei numeri primi), Regie: Saverio Costanzo.
- 2011: Quando la notte, Regie: Cristina Comencini.
- 2012: Asterix & Obelix – Im Auftrag Ihrer Majestät (Astérix et Obélix: Au service de sa Majesté), Regie: Laurent Tirard
- 2013: Ein Schloss in Italien (Un château en Italie), Regie: Valeria Bruni Tedeschi
- 2014 bis heute: Fernsehserie Il candidato – Zucca presidente, Regie: Ludovico Bassegato
- 2015: Sangue del mio sangue, Regie: Marco Bellocchio
- 2015: I delitti del Bar Lume (Fernsehserie, zwei Episoden)
- 2016: Questi giorni
- 2022: Acht Berge (Le otto montagne)
- 2022: Der Schatz des Duce (Rapiniamo il duce)
- 2022: Der unsichtbare Faden (Il filo invisibile)
- 2023: Die Bologna-Entführung – Geraubt im Namen des Papstes (Rapito)
- 2024: Dostoevskij (Dostoevsky, Fernsehserie)
- 2024: Se posso permettermi – Capitolo II (Kurzfilm)

## Veröffentlichungen
- 2006: mit Edoardo Albinati: Tuttalpiú muoio. Fandango, Mailand, ISBN 88-6044-009-2.
- 2007: E lasciamole cadere queste stelle. Fandango, Mailand, ISBN 978-88-6044-024-2.
- 2008: Peggio che diventare famoso. Garzanti, Mailand, ISBN 978-88-11-67024-7.
- 2009: Racconti Perugini: AA.VV. Midgard, Mailand, ISBN 978-88-95708-56-0.

## Auszeichnungen und Nominierungen
- 2004: Theaterpreis Premio Ubu als bester Nachwuchsschauspieler
- 2007: Nominierung für den Filmpreis Nastro d’Argento für In memoria di me (Bester Nebendarsteller)
- 2009: Pasinetti-Preis auf den Internationalen Filmfestspielen von Venedig für seine Darstellung in Die Einsamkeit der Primzahlen
- 2009: Darstellerpreis des Chicago International Film Festival für Vincere
- 2009: Nominierung für den Europäischen Filmpreis für Vincere (Bester Darsteller)
- 2010: Nominierung für das Nastro d’Argento für Come Dio comanda und Vincere (Bester Hauptdarsteller)
- 2010: Nominierung für den David di Donatello für Vincere (Bester Hauptdarsteller)
- 2010: Theaterpreis Premio Lo Straniero der von Goffredo Fofi gegründeten Zeitschrift Lo Straniero
- 2010: Darstellerpreis des Italienischen Filmfestivals Bastia für Come Dio comanda und Vincere